# Melchior Szymanowski

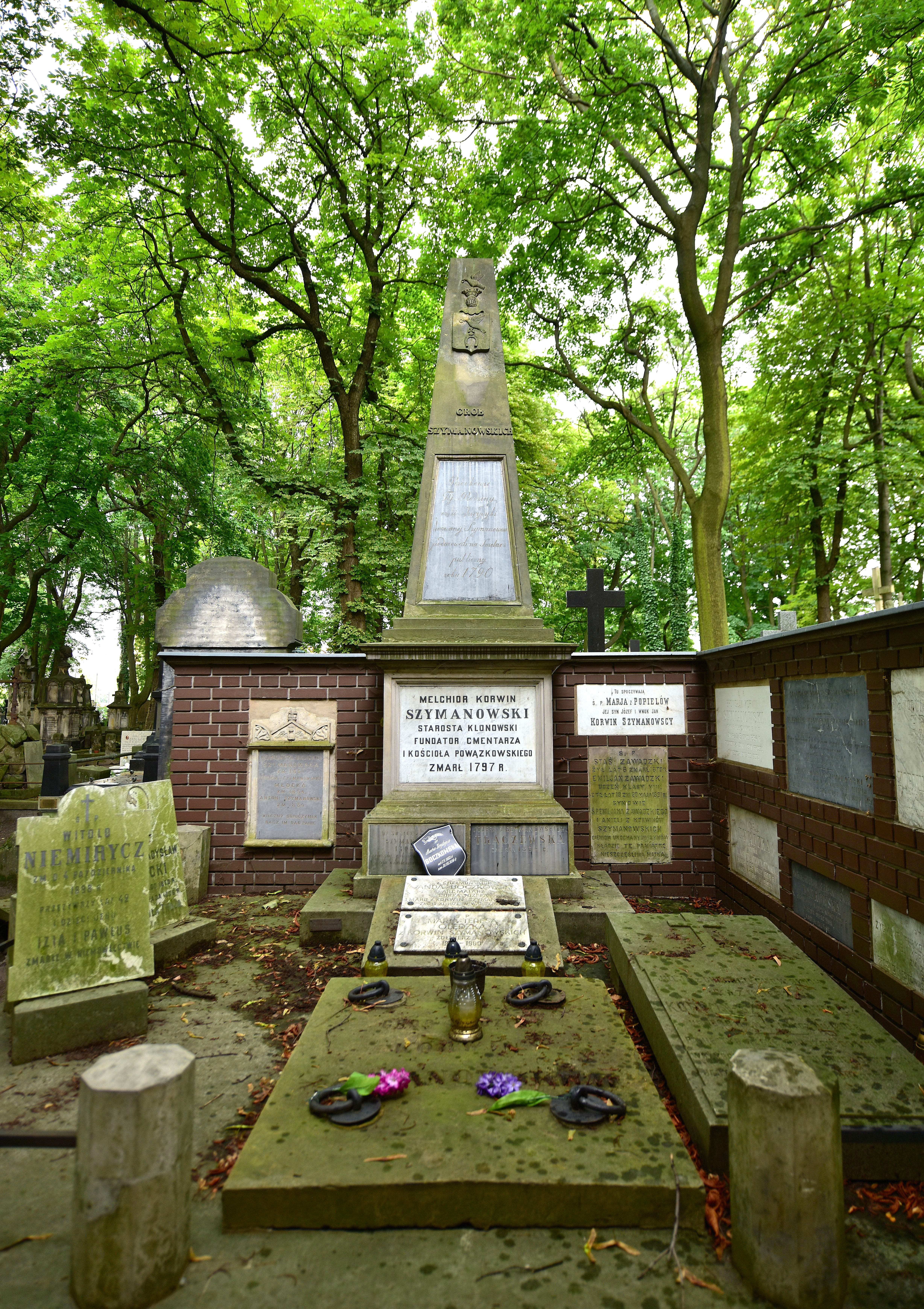
Grobowiec Melchiora Szymanowskiego i jego rodziny na cmentarzu Powązkowskim w Warszawie

Melchior Szymanowski herbu Ślepowron albo Jezierza (ur. 1724, zm. 21 października 1788) – stolnik warszawski, łowczy warszawski w 1764 roku, starosta klonowski. Był elektorem Stanisława Augusta Poniatowskiego z ziemi warszawskiej i posłem ziemi warszawskiej na sejm elekcyjny w 1764 roku.

## Życiorys
Syn Michała Szymanowskiego (herbu Ślepowron), starosty wyszogrodzkiego oraz Krystyny Katarzyny Wołczyńskiej (herbu Ciołek). Ożeniony z Teofilą z Nieborskich (herbu Lubicz), z którą miał czterech synów: Walentego (ur. 1759), Stanisława (1761), Teofila (1762) i Antoniego (1767). Melchior miał być znany jako bezwzględny i okrutny starosta dóbr narodowych Klonowa. W testamencie miał wydać dyspozycje iżby synowie jego przeznaczyli część jurydyki Szymanowskiej na cmentarz – przekazali 2,6 ha ze swoich dóbr na założenie cmentarza Powązkowskiego w Warszawie. Pochowano go na cmentarzu Powązkowskim (kwatera 163-6-7/8).